# Lepčince
Lepčince (Servisch cyrillisch Лепчинце) is een plaats in de Servische gemeente Vranje. De plaats telt 125 inwoners (2002).